# Cour martiale (film, 1952)
Pour les articles homonymes, voir Cour martiale (homonymie).
Pour plus de détails, voir Fiche technique et Distribution.
Cour martiale (Il segreto delle tre punte) est un film de procès italien réalisé par Carlo Ludovico Bragaglia et sorti en 1952,.

## Fiche technique
Sauf indication contraire, les informations mentionnées dans cette section peuvent être confirmées par la base de données cinématographiques IMDb,  présente dans la section « Liens externes ».
- Titre original : Il segreto delle tre punte ou I cospiratori della Conca d'oro[3]
- Titre français : Cour martiale[4]
- Réalisation : Carlo Ludovico Bragaglia
- Scénario : Age-Scarpelli
- Assistant à la réalisation : Mario Mariani
- Photographie : Mario Albertelli (it)
- Montage : Roberto Cinquini (it)
- Musique : Alessandro Cicognini
- Décors : Gianni Polidori (it)
- Costumes : Maria De Matteis
- Production : Francesco Alliata
- Sociétés de production : Panaria Film, Delphinus
- Pays de production :  Italie
- Langue de tournage : italien
- Format : Noir et blanc - 1,37:1 - Son mono - 35 mm
- Durée : 75 minutes (1h15[3])
- Genre : Film d'aventure historique
- Dates de sortie :
  - Italie : 26 septembre 1952
  - France : 17 novembre 1954[4]

## Distribution
- Massimo Girotti : Massimo Dal Colle
- Tamara Lees : Comtesse Marion Lamberti
- Roldano Lupi : Duc de Melia
- Luciana Vedovelli : Gianna di Melia
- Angelo Dessy (it) : Michele Caruso, le brigand
- Filippo Scelzo (it) : Mottola, l'avocat
- Gildo Bocci : Le commerçant
- Natale Cirino (it) : Santi Mancuso
- Jone Morino : La femme du commerçant
- Piero Pastore : Riccardo Albertini
- Giuseppe Chinnici : Le président de la cour martiale
- Arturo Bragaglia : L'aubergiste
- Paola Quattrini : Luisa, la fille de Grimaldi
- Umberto Spadaro : Colonel Grimaldi